# 帽子峰镇
帽子峰镇，是中华人民共和国广东省南雄市下辖的一个乡镇级行政单位。

## 行政区划
帽子峰镇下辖以下地区：
帽子峰墟镇社区、洞头村、富竹村、梨树村、坪山村和上龙村。